# 李镕
李镕（이용，1986年12月24日—），韩国足球运动员，现效力于K联赛1球队水原FC。

## 俱乐部生涯
2009年，李镕在中央大学毕业后通过选秀加入蔚山现代一队，并逐渐成为球队的主力边后卫。2012年，他帮助球队获得2012年亚足联冠军联赛冠军，2013年获得联赛亚军并入选赛季最佳十一人名单。
2015-16赛季由于要服兵役由蔚山现代租借到尚州尚武。
2017年1月1日，李镕加盟全北现代。

## 国家队生涯
2013年，他首次入选韩国国家足球队，并在7月24日2013年东亚杯足球赛韩国0比0战平中国的比赛首发出场，上演国家队首秀。
2014年5月，他入选韩国国家队参加2014年世界杯足球赛的23人名单。
2018年夏天，他為韩国国家队出戰2018年世界杯足球赛。
2018年12月20日，韩国足协公布了2019年亚洲杯23人大名单，李镕入选。最後，韩国队於八強出局。